# 纳罗斯德尔卡斯蒂略
纳罗斯德尔卡斯蒂略，是西班牙卡斯蒂利亚-莱昂阿维拉省的一个市镇。 总面积34km2, 总人口238人（2001年），人口密度7人/km2。